# Заречное (Октябрьский район)
В Уссурийском городском округе Приморья тоже есть село Заречное
Заре́чное — село в Октябрьском районе Приморского края. Входит в состав Покровского сельского поселения.

## География
Село Заречное стоит на правом берегу реки Раздольная, напротив села Покровка. Расстояние до районного центра около 4 км.
На юг от села Заречное идёт дорога к селу Улитовка (Уссурийский городской округ), на юго-запад — к селу Алексей-Никольское (Уссурийский городской округ), а на запад, вверх по реке Раздольная — к сёлам Запроточный, Гранатовка и Синельниково-2.

## Население
| 2002 | 2010 |
| ---- | ---- |
| 866  | ↘777 |

## Улицы
| - ул. Весенняя, - ул. Заозёрная, - ул. Космонавтов, - ул. Лесная, - ул. Луговая, | - ул. Мечты, - ул. Садовая, - ул. Тупиковая, - ул. Центральная. |

## Экономика
Сельскохозяйственные предприятия Октябрьского района.